# Max Winkelmann
Max Winkelmann (Berlim, 10 de janeiro de 1879 – Jena, 1 de janeiro de 1946) foi um engenheiro e matemático aplicado alemão, professor de mecânica técnica da Universidade de Jena.
Filho do comerciante Paul Winkelmann, estudou em Würzburg, Berlim e Göttingen. Em 1904 obteve um doutorado orientado por Felix Klein em Göttingen, com a tese Zur Theorie des Maxwellschen Kreisels. Habilitou-se em 1907 na Technische Hochschule Karlsruhe (Untersuchungen über die Variation der Konstanten in der Mechanik), onde foi a partir de 1905 assistente. Winkelmann tornou-se em 1911 Professor de matemática Aplicada da Universidade de Jena, sucessor de Wilhelm Kutta. Em Jena lecionou Mecânica Técnica, fotogrametria e estática gráfica. Permaneceu até tornar-se professor emérito em Jena.
Um de seus alunos de doutorado foi Dorothea Starke.

## Obras
- Prinzipien der Mechanik, in: Felix Auerbach, Wilhelm Hort: Handbuch der physikalischen und technischen Mechanik, Volume 1, Leipzig: Barth 1927, p. 307–349
- Allgemeine Kinetik, in: Felix Auerbach, Wilhelm Hort: Handbuch der physikalischen und technischen Mechanik, Volume 2, Leipzig: Barth 1928, p. 1–44
- Kinetik der starren Körper, in Geiger, Scheel, Handbuch der Physik, Volume 5, 1927
- Zur Theorie des Maxwellschen Kreisels, Göttingen 1904 (Tese)
- Über die Bewegung des Kreisels, Math.-Naturwiss. Blätter, Volume 5, 1908, p. 135, 161, 177
- Über Vektordivision, Jahresbericht DMV, Volume 32, 1923, p. 67
- com E. A. Brauer Editor de Vollständigere Theorie der Maschinen, die durch Reaktion des Wassers in Bewegung versetzt werden, por Leonhard Euler in Ostwalds Klassikern (Leipzig: Engelmann 1911).